# 大湖警察署署長宿舍
24°26′07″N 120°38′49″E / 24.4352°N 120.6470°E
大湖警察署署長宿舍是位於臺灣苗栗縣大湖鄉大湖村的歷史建築，位於大湖鄉大湖村中山路86號，於民國107年（2018年）3月15日公告為苗栗縣歷史建築。